# Bárbara Sofia de Brandemburgo
Bárbara Sofia de Brandemburgo (em alemão:  Barbara Sophia; Halle an der Saale, 16 de novembro de 1584 –Estrasburgo, 13 de fevereiro de 1636) foi uma filha do príncipe-eleitor Joaquim III Frederico de Brandemburgo e da princesa Catarina de Brandemburgo-Küstrin. Casou-se com o duque João Frederico de Württemberg e, após a sua morte, tornou-se guardiã do seu filho ainda menor, o duque Everardo III de Württemberg.

## Biografia
A 5 de novembro de 1609, Bárbara casou-se com o duque João Frederico de Württemberg, filho mais velho do duque Frederico I de Württemberg e da princesa Sibila de Anhalt. Para celebrar o casamento, o Palácio de Urach em Bad Urach foi renovado: foi construída a Sala Dourada que se tornou um dos salões de baile renascentistas mais bonitos da Alemanha. Aparentemente o casal teve um casamento feliz.
O seu marido morreu em 1628. Em 1630, Bárbara deu início a uma renovação do Castelo de Brackenheim, que lhe tinha sido prometido no seu dote. O castelo incluía uma sala de arte com 155 pinturas, na altura a segunda maior colecção de Württemberg. A sala de arte foi bem preservada até à sua morte, apesar dos ataques que o ducado sofreu durante a Guerra dos Trinta Anos. Durante a renovação do castelo, a duquesa viveu entre o Schloss Kirchheim em Kirchheim unter Teck e a cidade de Estugarda. Nunca viveu em Brackenheim, apesar da cidade e do seu castelo lhe pertencerem por dote. Apesar de tudo, Bárbara era considerada uma benfeitora da cidade devido à dedicação que demonstrou durante a Guerra dos Trinta Anos, assim como às fundações que criou.
Quando o seu marido morreu, sucedeu-lhe o seu filho como Everardo III que na altura tinha apenas catorze anos, por isso o seu tio Luís Frederico de Württemberg-Montbéliard foi seu regente. Após a morte de Frederico Luís a 26 de Janeiro de 1631, a regência foi ocupada por Bárbara e pelo seu cunhado, o duque Júlio Frederico de Württemberg-Weiltingen, sendo a duquesa-viúva "alta regente". Assim, mudou-se novamente para Estugarda em 1632 e passou a envolver-se mais na política. Após a Batalha de Lutzen em finais de 1632, Júlio Frederico juntou-se à guerra do lado sueco. O seu objectivo era conduzir as tropas inimigas para fora do país, assim como os antigos proprietários católicos de terras secularizadas da igreja. Apesar de ter tido sucesso, foi acusado de actuar de forma egoísta. Os conselheiros e os estados conseguiram retirá-lo da regência.
Após o sacro-imperador Fernando II ter declarado Everardo III maior de idade, o duque assumiu as suas responsabilidades governamentais a 8 de Maio de 1633. Juntou-se à Liga Protestante Heilbronn que sofreria uma derrota pesada na Batalha de Nördlingen a 6 de Setembro de 1634. Württemberg foi então atacado e saqueado. O duque Everardo e toda a sua corte fugiram apressadamente para o exílio em Estrasburgo.
Bárbara Sofia morreu na cidade em 1636 e foi enterrada na Igreja de Stiftskirche em Estugarda.

## Descendência
Do seu casamento com o duque João Frederico de Württemberg nasceram os seguintes filhos:
1. Henriqueta de Württemberg-Estugarda (12 de dezembro de 1610 - 18 de fevereiro de 1623), morreu aos 12 anos de idade.
2. Frederico de Württemberg-Estugarda (15 de março de 1612 - 12 de junho de 1612), morreu aos três meses de idade.
3. Antónia de Württemberg-Estugarda (24 de março de 1613 - 1 de outubro de 1679), nunca se casou nem teve filhos.
4. Everardo III de Württemberg (16 de dezembro de 1614 - 2 de julho de 1674), casado primeiro com Ana Catarina de Salm-Kyrburg; com descendência. Casado depois com a condessa Maria Doroteia Sofia de Oettingen; com descendência.
5. Frederico de Württemberg-Neuenstadt (19 de dezembro de 1615 – 24 de março de 1682), casado com a duquesa Clara Augusta de Brunswick-Wolfenbüttel; com descendência.
6. Ulrico de Württemberg-Neuenbürg (15 de maio de 1617 - 5 de dezembro de 1671), casado primeiro com a condessa Sofia Doroteia de Solms-Sonnewalde; com descendência. Casado depois com Isabel d' Arenberg; com descendência.
7. Ana Joana de Württemberg-Estugarda (13 de março de 1619 - 5 de março de 1679), nunca se casou nem teve filhos.
8. Sibila de Württemberg-Estugarda (4 de dezembro de 1620 - 21 de maio de 1707), casada com o duque Leopoldo Frederico de Württemberg-Montbéliard; sem descendência.
9. Eberta de Württemberg-Estugarda (4 de setembro de 1623 - 9 de janeiro de 1624), morreu aos quatro meses de idade.

## O quadro cabalístico da princesa Antônia em Bad Teinach
A princesa Antônia de Wurttemberg  nasceu num ambiente de nobreza e refinada cultura se destacando como literária, cristã cabalista e caridosa. Possuía abrangente conhecimento de filosofia, cabala, matemática, artes, ciências e línguas (com preferência pelo hebraico). Tornou-se colaboradora do teólogo e e professor Johann Valentin Andreae, considerado por muitos, autor dos manifestos rosacruzes publicados a partir de 1614 com a Fama Fraternitatis ("Sagrada Fraternidade Rosacruz"). Para muitos especialistas , foi Andreae quem inspirou a princesa Antonia a conceber e planejar em 1659 o extraordinário "Lehrtafel cabalístico" ("Quadro Cabalístico" ou "dos Mistérios"), executado pelo pintor da corte de Stutgart Johann Friedrich Gruber, e instalado na pequena igreja da Santíssima Trindade, na cidade de Bad Teinach-Zavelstein, na Floresta Negra.
A pintura mede seis metros de altura e cinco metros de largura que preenche toda uma parede da pequena igreja da Trindade e foi realizado na forma de um tríptico. Os dois painéis fechados mostram o caminho da alma para Cristo e abertos revelam uma cena do dia do encontro de Moisés no rio Nilo num painel, e uma cena noturna da fuga da Sagrada Família para o Egito no outro painel. No centro, a imagem do Systema totius mundi, o "Sistema Filosófico de todo o Mundo", com riqueza de detalhes. Nesse centro, se destaca uma jovem usando tranças, segurando em sua mão direita um coração flamejante e em sua mão esquerda uma âncora, uma cruz e a corda que prende um cordeiro, em pé diante da entrada de um jardim cercado por uma viçosa sebe de rosas. No jardim, encontra-se o círculo dos doze sacerdotes das tribos de Israel ao redor da figura de Jesus que está no meio.
Mais adiante uma figura feminina guarda a entrada de um templo adornado por uma cúpula ricamente ornada. Algumas figuras humanas estão posicionadas nos átrios e ao redor do Templo representando a simbologia da Cabala e outras ascendendo aos céus. No pórtico da cúpula, uma figura retrata a imagem de Cristo.
O quadro apresenta múltiplos detalhes e um refinado e complexo sistema de símbolos.

## Genealogia
| Bárbara Sofia de Brandemburgo | Pai: Joaquim III Frederico de Brandemburgo | Avô paterno: João Jorge de Brandemburgo         | Bisavô paterno: Joaquim II Heitor de Brandemburgo      |
| Bárbara Sofia de Brandemburgo | Pai: Joaquim III Frederico de Brandemburgo | Avô paterno: João Jorge de Brandemburgo         | Bisavó paterna: Madalena da Saxónia                    |
| Bárbara Sofia de Brandemburgo | Pai: Joaquim III Frederico de Brandemburgo | Avó paterna: Sofia de Legnica                   | Bisavô paterno: Frederico II de Legnica                |
| Bárbara Sofia de Brandemburgo | Pai: Joaquim III Frederico de Brandemburgo | Avó paterna: Sofia de Legnica                   | Bisavó paterna: Sofia de Brandemburgo-Ansbach-Kulmbach |
| Bárbara Sofia de Brandemburgo | Mãe: Catarina de Brandemburgo-Küstrin      | Avô materno: João de Brandemburgo-Küstrin       | Bisavô materno: Joaquim I Nestor de Brandemburgo       |
| Bárbara Sofia de Brandemburgo | Mãe: Catarina de Brandemburgo-Küstrin      | Avô materno: João de Brandemburgo-Küstrin       | Bisavó materna: Isabel da Dinamarca                    |
| Bárbara Sofia de Brandemburgo | Mãe: Catarina de Brandemburgo-Küstrin      | Avó materna: Catarina de Brunswick-Wolfenbüttel | Bisavô materno: Henrique V de Brunsvique-Luneburgo     |
| Bárbara Sofia de Brandemburgo | Mãe: Catarina de Brandemburgo-Küstrin      | Avó materna: Catarina de Brunswick-Wolfenbüttel | Bisavó materna: Maria de Württemberg                   |